# Piotr Wiszniowski
Piotr Wiszniowski (ur. 12 października 1967 w Warszawie) – polski aktor filmowy, teatralny i telewizyjny.

## Życiorys
W 1992 roku ukończył studia na PWST w Warszawie.
Grał w teatrach:
- Teatr Syrena w Warszawie (1992–1997)
- Teatr Żydowski w Warszawie (lata 1997–2002, 2005–2007, od 2009)

W latach 1997–2002 udzielał głosu w programie Disco Relax telewizji Polsat, który też od czasu do czasu prowadził w zastępstwie za Tomasza Samborskiego.
Pod koniec lat 90. został pierwszym prowadzącym teleturnieju Podaj dalej, emitowanego na antenie telewizji RTL 7.

## Filmografia
- 1992: Wszystko co najważniejsze...
- 1992: Kuchnia Polska jako Twardochlib, mieszkaniec akademika
- 1993: Kurka Wodna jako Efemer Typowicz
- 1993: Ja, Michał z Montaigne
- 1993: Czterdziestolatek. 20 lat później jako ochroniarz „Święty Mikołaj”
- 1995: Szaleńcy, wzrośniem kiedyś kłosami mądrości
- 1995: „Alarm”. Antoni Słonimski 1895–1976
- 1997: Złotopolscy jako chłopak w pubie
- 1997: Tajemnica przeszłości
- 1997: Ketchup Schroedera
- 1997–2018: Klan jako Kazimierz Czuma
- 1998: Dokument Podróży
- 1999–2000: Trędowata jako hrabia Morawski
- 2002–2010: Samo życie jako lokator bloku w którym mieszkała m.in. Karolina „Kika” Bernsztajn
- 2003–2018: Na Wspólnej
- 2004: Talki z resztą jako ankieter
- 2004: Plebania
- 2005: Magda M. jako Henryk Leszczyński
- 2007: Szkiełko
- 2007: Plac zabaw
- 2008: Moria jako Jurek
- 2008–2014: M jak miłość
- 2009: Teraz albo nigdy! jako sprzedawca w sklepie z włoskimi lampami
- 2011: Dawać jako Bogdan
- 2013: Na dobre i na złe – Włodek, mąż Elżbiety
- 2014: Barwy szczęścia jako Przybylski
- 2014: Na sygnale jako Karol
- 2016: Bodo jako kierownik restauracji
- 2017: Ojciec Mateusz jako trener
- 2017: Szpital dziecięcy jako Seweryn (odc. 25)
- od 2017: Mecenas Lena Barska jako Jerzy Barski, były mąż Leny
- 2018: Korona królów jako dworzanin Giedymina